# Arthur Edward Barstow
Pour les articles homonymes, voir Barstow.
Arthur Edward "Bustling Bill" Barstow (17 mars 1888 - 28 janvier 1942) est un major général de l'armée indienne britannique qui commandait la 9e division indienne lors de l'invasion de la Malaisie.
Il fut tué au combat par les Japonais en 1942 alors qu'il tentait de traverser un pont ferroviaire démoli en Malaisie.

## Jeunesse et famille
Barstow était le fils du lieutenant-colonel Thomas Adam Anderson Barstow, un officier des Seaforth Highlanders, et de Jane Cape Barstow. Il est né à Édimbourg et a fait ses études au Bradfield College, avant de fréquenter le Royal Military College de Sandhurst. Il était le frère du brigadier John Anderson Barstow (en), tué en 1941.
Il épousa Nancy Lewkenor Knight, fille du général de brigade Henry Lewkenor Knight et de Sybil Madeline, le 27 juillet 1927 à Alton.

## Carrière militaire
Le 25 janvier 1908, Barstow rejoignit l'armée britannique avant de recevoir une commission dans l'armée indienne le 11 mars 1909. Entre 1910 et 1919, il servit avec les 15e sikhs Ludhiana, y compris sur le front occidental pendant la Première Guerre mondiale. Il reçut la Croix militaire, blessé et mentionné dans des dépêches au cours du conflit. Il a ensuite servi dans la révolte irakienne de 1920 et en Inde, après avoir fréquenté le Collège d'état-major de Camberley de 1924 à 1925. Il a été commandant (CO) du 2e bataillon du 11e régiment sikh entre 1933 et 1935.
Au début de la Seconde Guerre mondiale, Barstow était commandant du district de Waziristan et fut investi compagnon de l'ordre de l'Empire indien en reconnaissance de son service. En septembre 1940, il devint officier général commandant (GOC) de la 9e division indienne et servit dans la division pendant les premiers mois de la bataille de Malaisie. Il fut tué par les Japonais le 28 janvier 1942, alors qu'il tentait de traverser un pont ferroviaire démoli près du village de Layang Layang pour entrer en contact avec la 22e brigade indienne, coupée du reste des forces britanniques en retraite. Son corps aurait ensuite été récupéré par les Japonais.
La 22e brigade indienne fut presque complètement décimé par les Japonais. La 9e division indienne, après avoir subi de lourdes pertes, fut ensuite absorbée par la 11e division indienne et la 8e division australienne, qui se sont toutes deux rendues à Singapour.

## Œuvre
Barstow's The Sikhs: An Ethnology a été publié en 1928.